# بني قادم (عمران)
بني قادم هي إحدى قرى الجمهورية اليمنية. تتبع جغرافيا لمحافظة عمران وإداريًا لمديرية عيال سريح. يبلغ تعداد سكانها 2697 نسمة حسب الإحصاء الذي أجري عام 2004. 
وهي قرية تاريخية عظيمة فيها من الآثار والمدافن الكثير، وأول من قدم عليها ووضع أول بيت فيها هو بن قدم بن قادم بن زيد بن عريب بن جشم بن حاشد.